# پاول کاکشات
ویلیام پاول کاکشات (William Paul Cockshott) (متولد ۱۶ مارس ۱۹۵۲)، دانشمند علوم کامپیوتر، اقتصاددان مارکسی و دانشیار در دانشگاه گلاسگو، اهل اسکاتلند است. از ۱۹۹۳ میلادی به بعد، او آثار متعددی در مورد سنت سوسیالیسم علمی نوشته‌است که برجسته‌ترین آن‌ها «به سوی یک سوسیالیسم جدید» و «جهان چگونه کار می‌کند»، می‌باشد.

## حرفه علمی
کاکشات مدرک BA را در رشته اقتصاد از دانشگاه منچستر (۱۹۷۴ میلادی)، کارشناسی ارشدش (MSc) (۱۹۷۶) را در رشته علوم کامپیوتر از دانشگاه هریوت-وات و مدرک دکترای تخصصی خود را در رشته علوم رایانه از دانشگاه ادینبرو (۱۹۸۲ میلادی) کسب کرد.
او دستاوردهای در حوزه‌های فشرده‌سازی تصویر، تلویزیون سه‌بُعدی، کامپایلرهای موازی و تصویربرداری پزشکی داشته است، اما کاری که او را به مخاطبین گسترده‌تر معرفی کرد، پیشنهادهای او در حوزه میان-رشته‌ای محاسبه‌پذیری اقتصادی بود، به ویژه نوشتن کتاب به‌سوی یک سوسیالیسم جدید به‌طور مشترک با اقتصاددان آلی ناف. کوترل که طی آن آن‌ها از بکارگیری سایبرنتیک برای برنامه‌ریزی مؤثر و دموکراتیک یک اقتصاد سوسیالیستی پیچیده، به‌طور قوی دفاع نمودند.
او یک اقتصاد سوسیالیستی غیرپولی، بسیار شبیه به جامعه سوسیالیستی که کارل مارکس در نقد برنامه گوتا توصیف نموده‌است، را پیشنهاد می‌نماید، جامعه‌ای که دستیابی به آن از طریق فناوری امروزی ممکن است:
| «                                    | در پیشنهاد ما، پرداخت‌ها برای مردم توسط پول نه بلکه توسط حساب‌های کاری الکترونیکی غیرقابل انتقال صورت می‌گیرد. خریداری‌ها همانند روش‌های امروزی توسط کارت‌های هوشمند انجام می‌شوند، اما با این تفاوت که تنها راهی که مردم می‌توانند امتیاز کاری جمع‌آوری نمایند، تنها از طریق کارکردن به‌طور واقعی است. هرچقدر ساعات بیشتری کار کنید، به همان اندازه امتیاز بیشتری به‌دست می‌آورید؛ بنابراین، کالاها در مغازه بر اساس ساعت قیمت‌گذاری می‌شوند و اصل مبادله اساساً یک در مقابل یک است. در مقابل یک ساعت کار، شما به همان اندازه کالا می‌توانید دریافت کنید که یک ساعت صرف ساختن آن‌ها شده‌است. | » |
| —— پاول کاکشات، دنیا چگونه کار می‌کند | |   |

## دیدگاه‌های سیاسی
در دهه ۱۹۷۰ میلادی، کاکشات عضو سازمان کمونیست بریتانیا و ایرلند بود، اما او و چند عضو دیگر از موضع این سازمان در رابطه با کنترل کارگران ناخشنود شدند. کاکشات و چند تن از سایر اعضای سازمان کمونیست بریتانیا و ایرلند از این سازمان کنار رفتند و یک حزب جدید را با نام سازمان کمونیست در جزایر بریتانیا، تشکیل نمودند.
کاکشات طرفدار یک نظام اقتصادی غیرپولی مبتنی بر اقتصاد دستوری رایانه‌ای و دموکراسی مستقیم است. او از مسئله محاسبه اقتصادی انتقاد نموده و استدلال می‌نماید که برنامه‌ریزی را می‌توان از طریق بکارگیری رایانه و تخصیص بر اساس زمان کاری، ممکن ساخت.